# Johanne Justine Renner

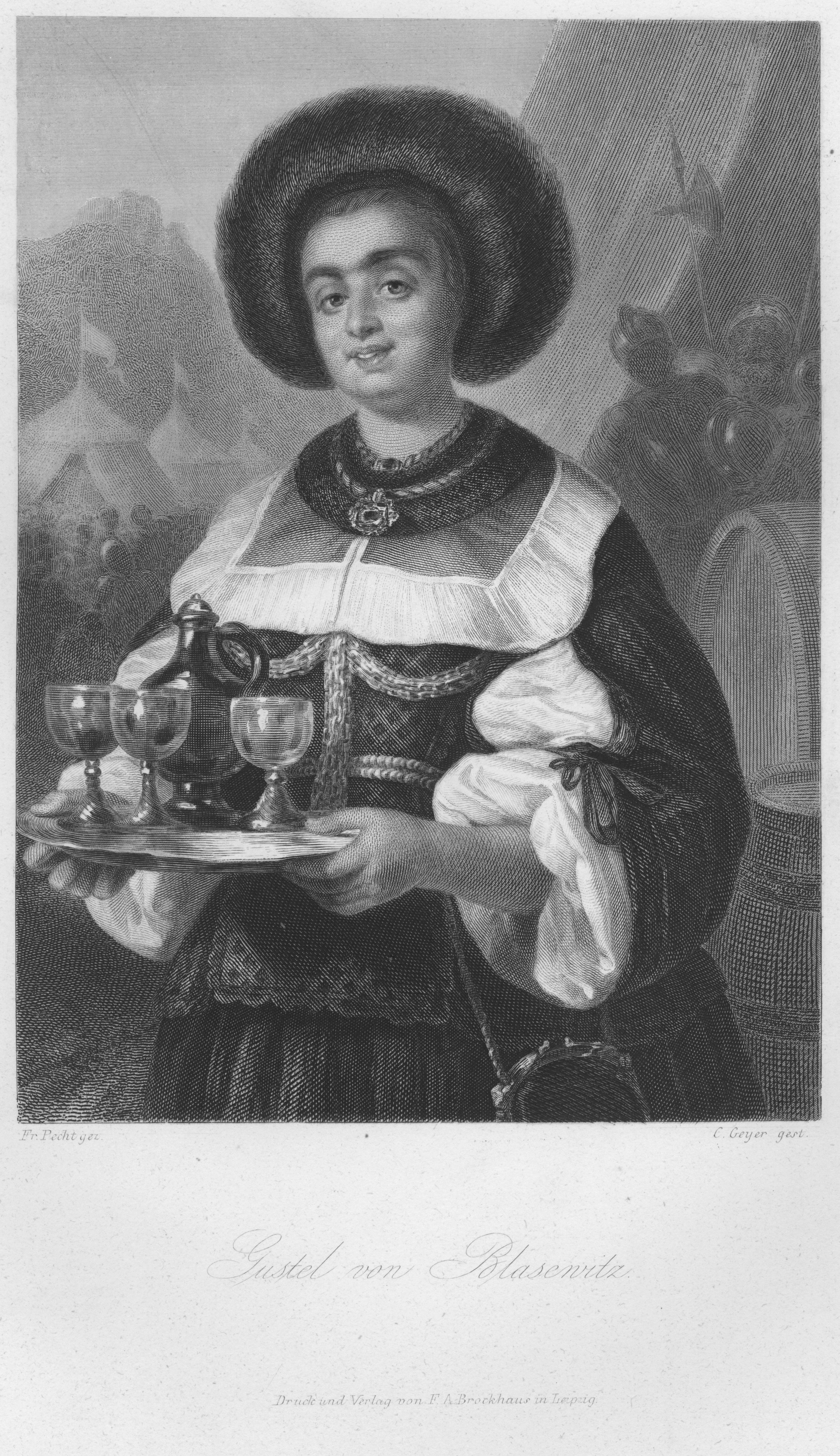
„Was? der Blitz!
Das ist ja die Gustel aus Blasewitz!“
in Wallensteins Lager (Schiller-Galerie);
Stahlstich von Conrad Geyer nach Pecht, um 1859

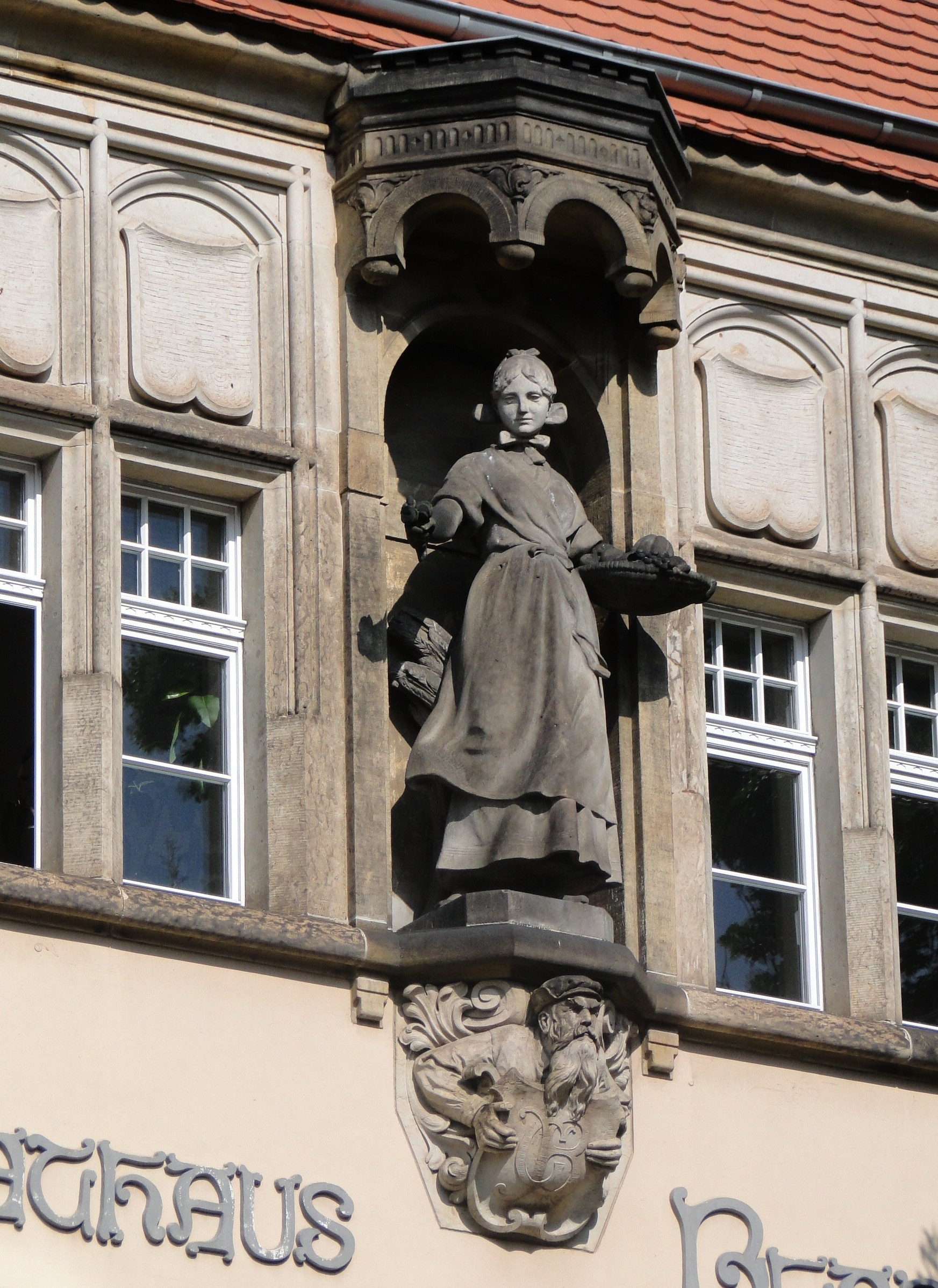
Skulptur der Gustel von Blasewitz von Martin Engelke (1905) am Rathaus Blasewitz, heute Stadtbezirksamt, Naumannstraße 5

Johanne Justine Renner geb. Segedin (* 5. Januar 1763 in Dresden; † 24. Februar 1856 in Blasewitz) ist bekannt als „Gustel von Blasewitz“ und war mit Friedrich Schiller bekannt.

## Leben
Als 22-Jährige bediente Johanne Justine Segedin die Gäste im Schankgut ihrer Eltern, der „Fleischerschen Schenke“ in Blasewitz bei Dresden, dem späteren Schillergarten. Unter ihnen war auch Friedrich Schiller, der zwischen 1785 und 1787 bei seinem Freund Christian Gottfried Körner in dessen Sommerwohnsitz am anderen Elbufer weilte und sich einige Male zur Schenke übersetzen ließ.
Es ist unklar, ob die beiden mehr verband als eine herzliche Freundschaft. Dagegen spricht, dass Justine eine sittsame junge Dame war, obendrein verlobt. Noch während Schillers Aufenthalt in Dresden heiratete sie in der Kirche zu Leuben den Dresdner Advokaten und späteren Senator Renner. Schiller wiederum entbrannte gegen Ende seiner Dresdner Zeit für die junge Henriette von Arnim, die er auf einem Maskenball kennengelernt hatte. Dennoch ist davon auszugehen, dass Schiller durch die junge Frau zumindest in gewissem Maße beeindruckt war. In seinem Stück Wallensteins Lager, das er über zehn Jahre nach seiner Dresdner Zeit in Weimar schrieb, lässt er einen Jäger ausrufen: „Was? der Blitz! Das ist ja die Gustel aus Blasewitz!“ Eine direkte Erwähnung der Gustel in Briefen oder Notizen Schillers findet sich nicht. Seither wird Johanne Justine Segedin die „Gustel von Blasewitz“ genannt. Spätere Abwandlungen des Schillerschen Wallenstein-Spruches machten unter anderem „Potz Blitz! Das ist ja die Gustel von Blasewitz“ daraus.
Die angesehene Frau Senatorin Renner überlebte ihren Mann um viele Jahre, auch ihre Kinder starben weit vor ihr. Bereits zu ihren Lebzeiten musste sie den Rummel um ihre Person ertragen und war wohl nie recht glücklich damit. Wie in schriftlichen Überlieferungen im Landesamt für Denkmalpflege in Dresden zu lesen ist, bewahrte sie dennoch einige Reliquien aus der Zeit mit Schiller auf, so getrocknete Feldblumen und eine Briefunterschrift „Dein Frid. S.“ Aus dieser Formulierung lässt sich eine gewisse Nähe zwischen Schiller und ihr erkennen, üblich zu jener Zeit wäre „Euer Frid. S.“ gewesen.
Obwohl Justine Renner lange Jahre in Dresden lebte, blieb sie Blasewitz immer verbunden. Gemäß ihrem letzten Willen wurden 1857 durch einen ihrer Verwandten 100 Taler an das Gerichtsamt zu Dresden überreicht, aus deren Zinsen alljährlich ein „Blasewitzer Kind für Fleiß und Wohlverhalten“ bedacht werden sollte, wie die Dresdner Nachrichten 1937 schrieben. Neben dem Grab auf dem Eliasfriedhof im Feld D 10-1 erinnern in Dresden die Justinenstraße in der Nähe des Schillerplatzes, die Skulptur von Martin Engelke am Blasewitzer Rathaus sowie ein Kirchenfenster der Blasewitzer Kirche an die Gustel. Das Modehaus A. Renner, bis 1945 an der Südseite des Dresdner Altmarktes gelegen, wurde von Nachfahren der Rennerschen Familie betrieben.